# NGC 1769
NGC 1769 é uma nebulosa na direção da constelação de Dorado. O objeto foi descoberto pelo astrônomo James Dunlop em 1826, usando um telescópio refletor com abertura de 9 polegadas. 